# Раджабов, Илькин Абульфаз оглы
Илькин Абульфаз оглы Раджабов (азерб. Rəcəbov İlkin Əbülfəz oğlu; род. 1972) — судья Верховного суда Азербайджана.

## Биография
Родился в 1972 году. В 1994 году окончил юридический факультет Бакинского государственного университета. В 1995 году окончил магистратуру Международного института морского права (Мальта).
В 2001 году окончил аспирантуру юридического факультета Бакинского государственного университета.
В 2010 году окончил факультет кораблевождения Азербайджанской государственной морской академии.
В 2016 году окончил докторантуру юридического факультета Бакинского государственного университета.
С 1994 по 2004 год являлся юристом Азербайджанского каспийского морского пароходства. С 2004 по 2010 год являлся начальником юридического отдела данной компании.
С 26 октября 2010 по 2015 год являлся судьёй Абшеронского районного суда.
С 26 октября 2015 по 2019 год являлся судьёй Бакинского административно-экономического суда №1.
С 2016 по 2021 год являлся представителем Министерства юстиции Азербайджана в Европейском суде по правам человека.
С 30 декабря 2019 по 2021 год являлся судьёй Бакинского административного суда.
Судья коллегии по уголовным делам Верховного суда Азербайджана (с 21 мая 2021).

## Награды
- Медаль «Прогресс» (11 февраля 2023)[5]